# Idioma tekiraka
El tekiraka (también llamado auishiri, aushiri, abishira y vacacocha) es una lengua no clasificada de Perú hablada en el departamento de Loreto, se supone que actualmente es una lengua extinta. En 1925 todavía había entre 50 y 80 hablantes en Puerto Elvira sobre el lago Vacacocha que está conectado con el río Napo.

## Clasificación
El tekiraka es una lengua no clasificada de las tierras bajas de Perú. Al parecer existieron dos variedades de la lengua o dialectos de la misma cuya cercanía o lejanía no se conoce bien. Estas dos variantes se llaman:
- Tekiraka abishira
- Tekiraka vacacocha

Ambas se hablaron cerca del lago Vacacocha en el área del río Curaray. A pesar de la identidad del nombre usado para denominarlos y de la cercanía con el Aushiri (huaorani), el vocabulario recogido por Tessman indica que no existe relación entre ambas lenguas. Kaufman (1994) conjeturó que podría existir un parentesco con el canichana, aunque esa hipótesis sigue por demostrar.